# Illyrisches Blatt
Illyrisches Blatt (slovensko: Ilirski list) je bil nemški izobraževalno-razvedrilni časopis, ki je v letih 1819-1849 kot priloga časnika Laibacher Zeitung izhajal v Ljubljani pri tiskarni Kleinmayr.
Časopis je nadomestil prejšnjo prilogo Laibacher Wochenblatt zum Nutzen und Vergnügen in je začel izhajati 1. januarja 1819. Izhajal je kot tednik, v letih 1846-1849 pa dvakrat tedensko. Koncept časopisa je bil nadregionalen in je bil usmerjen na celoten prostor leta 1816 ustanovljenega Ilirskega kraljestva, kar je tudi bil glavni razlog za preimenovanje časopisa. Podnaslov časopisa se je glasil Časopis za domovinsko korist, znanost, zabavo in pouk. Odprt je bil za nemške in slovenske pisce. Poleg nemških je objavljal tudi slovenska besedila, med drugim je leta 1834 v njem svoj Sonetni venec objavil France Prešeren. V času izhajanja je zamenjal več urednikov. Med drugim so ga urejali Franz Xaiver Heinrich, Carl Alexander Ullepitsch, Leopold Kordesch in Johann Hladnik.